# Nell Gwyn
Eleanor Gwyn, detta Nell (Hereford, 2 febbraio 1650 – Londra, 14 novembre 1687), è stata un'attrice teatrale inglese celebre per essere stata l'amante di Carlo II d'Inghilterra, fu una delle prime attrici donna del teatro inglese e membro della Merry Gang.

## Biografia

### Infanzia
Nata poverissima, da bambina iniziò a lavorare in una casa di tolleranza dove serviva acquavite agli avventori. In seguito all'intronizzazione di Carlo II Stuart nel 1660 dopo la morte di Oliver Cromwell, furono riaperti i teatri che erano stati tutti chiusi, inoltre re Carlo introdusse due novità: l'utilizzo di scenografie molto più professionali come fondali colorati, e soprattutto l'apertura del mondo della recitazione alle donne, il cui ruolo fino al secolo prima era sempre stato appannaggio dei soli uomini.
La giovane Nell all'età di quindici anni divenne una "orange-girl", mansione molto comune nell'Inghilterra dell'epoca, che consisteva nel vendere arance nei teatri. Le orange-girls fungevano anche da messaggere tra il pubblico e gli attori dietro le quinte; probabilmente a volte arrivavano anche ad avere incontri sessuali con gli uomini del pubblico, in cambio di mance.
Nell iniziò a vendere arance in uno dei nuovi teatri dove fu notata dall'attore Charles Hart, uno dei migliori attori maschi della sua epoca.

### Formazione e primi anni
Dopo essere stata notata da Hart, Nell imparò a recitare in una scuola per giovani attori fondata dal drammaturgo e impresario Thomas Killigrew e appunto da Charles Hart; inoltre imparò a ballare da un altro attore, John Lacy, con cui si pensa, secondo quanto scritto dai satirici dell'epoca, ella abbia avuto una relazione. Lo stesso accadde, con certezza, con Charles Hart stesso. Come sulla sua data di nascita, è dubbia la data esatta in cui Gwyn iniziò ad esibirsi professionalmente sui palcoscenici: è probabile che la donna iniziò a recitare in piccole parti nel 1664.

### Il successo
Il 1665 rappresentò per Nell l'anno della svolta verso il successo: infatti, il 3 aprile 1665 venne menzionata per la prima volta nel diario dello scrittore Samuel Pepys, che la definì "bella e spiritosa Nell". Questo rese Gwyn una celebrità, assieme all'interpretazione che ella svolse nel marzo 1665, nel dramma eroico di John Dryden The Conquest of Mexico by the Spaniards, in cui Nell rivestì il ruolo della figlia di  Montezuma, Cydaria, di cui è innamorato Hernan Cortez, interpretato dal suo amante nella vita reale Charles Hart. Tuttavia, come riportò il contemporaneo Robert Howard, all'attrice tale ruolo non piacque, perché "troppo serio": "Siamo stati tutti maltrattati dal poeta di oggi. È la nostra causa comune; so che nel profondo del vostro cuore odiate le opere teatrali serie, come io detesto le parti serie."
Recitò accanto a Charles Hart anche ne The Mad Couple (1667), commedia di James Howard. L'esperta di teatro Elizabeth Howe scrisse che questo ruolo contribuì a "dimostrare talento e creare popolarità attorno ad un'unica attrice, Nell Gwyn", successo mai riscosso prima da una donna. Nell iniziò a lavorare nella prestigiosa King's House, teatro di proprietà del re.

Dopo la temporanea chiusura di tutti i teatri per via della Grande peste di Londra, Gwyn e Hart tornarono a recitare insieme nei ruoli di coppie, in commedie come The English Monsieur di James Howard (1666), Flora's Vagaries di Richard Rhodes e nel Secret Love, or The Maiden Queen (1667) di John Dryden. Quest'ultima, un'opera tragicomica, divenne un successo strepitoso, tanto che Sameul Pypes il 2 marzo 1667 scrisse di Nell Gwyn con queste parole:
"...Non c'è mai stata, credo, al mondo una così grande interpretazione di una parte comica come quella di Nell, sia come una ragazza pazza, sia come la migliore di tutte quando entra come una giovane e altolocata gentildonna; e ha le idee e il portamento di una scintilla più di quanto abbia mai visto un uomo avere. Mi fa, lo confesso, ammirare più lei di qualsiasi altro attore maschio."

### La relazione con re Carlo II
Nel dicembre del 1667, George Villiers, II duca di Buckingham, assunse l'agente di Nell Gwyn, che si occupava persino di regolare le relazioni amorose dell'attrice. Il suo obiettivo era quello di fornire al re Carlo II una donna che sostituisse Barbara Palmer, la storica amante del re e cugina di Villiers. Il piano fallì, e perciò Buckingham architettò il piano alternativo di far conoscere al re un'altra attrice della Duke's Company, Moll Davis, che sarebbe diventata perciò la prima rivale di Nell per raggiungere il re. Diverse satire dell'epoca raccontano addirittura che Gwyn versò un potente lassativo nei dolcetti mangiati da Davis prima di andare a letto col re.
Essendo stata in precedenza legata a Charles Hart e ad un altro attore, Charles Sackville, Nell Gwyn era solita chiamare scherzosamente il re "il suo Carlo III".
Mentre la sua relazione col re era già nota nella società dal 1698, Nell continuò a recitare alla King's House, ed  il suo nuovo status di "amante del re" attirò folle sempre più numerose e addirittura spinse i drammaturghi a creare più ruoli appositamente per lei. Nel giugno del 1668 recitò in An Evening's Love, or The Mock Astrologer di Dryden, e nel luglio successivo in The Old Troop di John Lacy, una farsa sulla guerra civile inglese, basata sulle esperienze personali di Lacy. Nel 1669 interpretò la celebre parte di Valeria nella tragedia di grande successo di Dryden Tyrannick Love
Da Carlo II Nell Gwyn ebbe due figli: Charles Beauclerk (1670-1726), che divenne conte di Burford e poi duca di St. Albans, e James Beauclerk (1671-1680). Questi rappresentarono rispettivamente il settimo e l'ottavo dei figli del re, avuti da cinque donne diverse.
Qualche tempo dopo, arrivò dalla Francia Louise de Kérouaille, apparentemente per servire come damigella d'onore della regina Caterina, ma anche e soprattutto per diventare un'altra amante di re Carlo e così tentare la scalata sociale. Lei e Gwyn diventarono presto rivali, e il popolo stesso sviluppò un profondo astio per de Kérouaille perché francese e per giunta cattolica. A tal proposito si dice addirittura che in un'occasione, quando la sua carrozza venne assalita dalla folla inferocita che pensava che all'interno del mezzo vi fosse la francese, Nell Gwyn, molto amata dal popolo, uscì dalla carrozza e si fece riconoscere gridando alla folla: "Calma, ragazzi. Sono la puttana protestante!".
Quando Nell decise di lasciare definitivamente il re e la corte, il re regalò a lei e ai due figli (che lei avrebbe allevato completamente da sola), una casa, la "Burford House", ai margini dell'Home Park di Windsor. Ancora oggi sulla facciata della casa è presente un'incisione in pietra risalente al 1680, e rappresentante una maschera scolpita, chiaro riferimento alla carriera teatrale della vecchia proprietaria della casa.

### Morte e sepoltura
Nel marzo del 1687, ebbe un ictus che la lasciò paralizzata da un intero lato del corpo e la bloccò a letto.
Nello stesso anno Nell Gwyn morì a 37 anni, per via di un'altra apoplessia, molto probabilmente dovuta alle complicanze della sifilide. Fu sepolta nella chiesa di San Martino nei Campi, a Londra, il 17 novembre 1687.

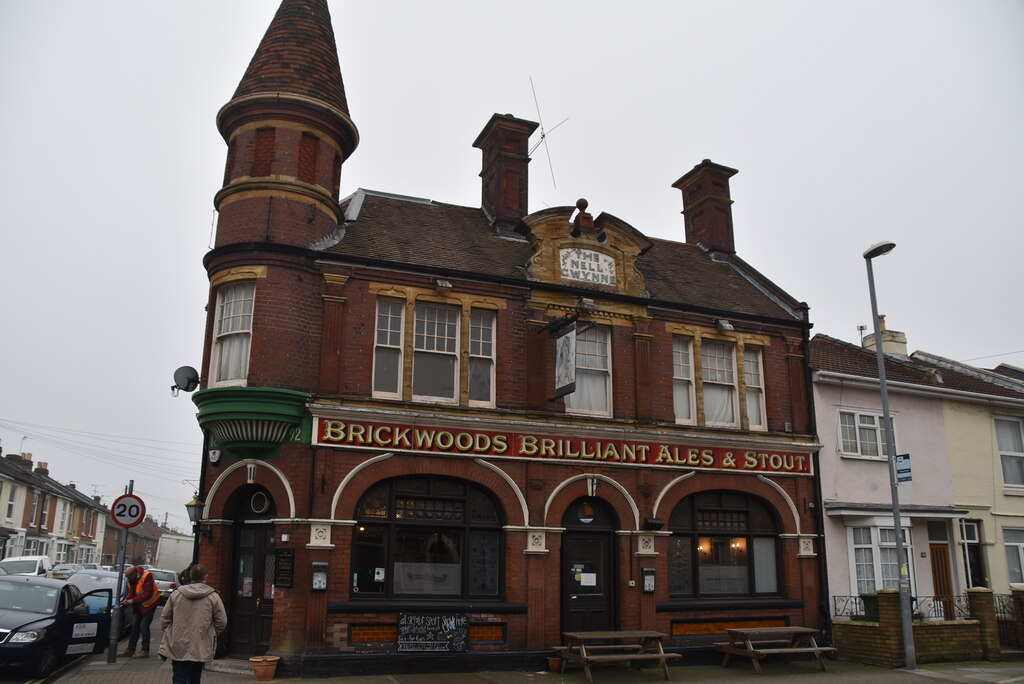
The Nell Gwynne, uno dei pub storici di Londra, dedicato all'attrice

## Nella cultura di massa
Il personaggio di Nell Gwyn, divenuto celebre nella cultura di massa, è successivamente apparso in numerosi film, tv movie ed episodi televisivi fino dai primissimi anni del 1900, interpretata spesso da famose attrici come Mary Pickford, Dorothy Gish, Gracie Fields, Margaret Lockwood e Anna Neagle. In particolare quest'ultima ne indossò i panni in due film, a distanza di vent'anni l'uno dall'altro.

### Filmografia
- English Nell - con Marie Tempest (1900)
- Sweet Nell of Old Drury (o Nell Gwynne), regia di Raymond Longford - con Nellie Stewart (1911)
- Mistress Nell, regia di James Kirkwood - con Mary Pickford (1915)
- The Glorious Adventure, regia di J. Stuart Blackton - con Lois Sturt (1922)
- A Story of Nell Gwynne, regia di George Ridgwell -  con Sylvia Caine (1922)
- Nell Gwyn, regia di Herbert Wilcox - con Dorothy Gish (1926)
- Love, Life & Laughter, regia di Maurice Elvey - con Gracie Fields - (1934)
- La favorita di Carlo II (Nell Gwyn), regia di Herbert Wilcox - con Anna Neagle (1934)
- La baia di Hudson (Hudson's Bay), regia di Irving Pichel - con Virginia Field (1941
- L'allegro moschettiere (Cardboard Cavalier), regia di Walter Forde - con Margaret Lockwood (1949)
- The Portugal Lady, episodio tv di BBC Sunday-Night Theatre - con Bernadette O'Farrell (1952)
- Ninety Sail, episodio tv di BBC Sunday-Night Theatre - con Daphne Anderson (1954)
- Le armi del re (Lilacs in the Spring o Let's Make Up), regia di Herbert Wilcox - con Anna Neagle (1954)
- The Diary of Samuel Pepys, mini-serie tv - con Sheila Brennan (1958)
- Father Came Too!, regia di Peter Graham Scott - con Vanda Hudson (1964)
- Plot, Counter-Plot
- In Good King Charles's Golden Days, episodio tv di BBC Play of the Month - con Joyce Redman (1970)
- Nell Gwynn, episodio tv di Witness to Yesterday - con Dawn Greenhalgh (1974)
- L'avventuriera perversa (The Wicked Lady), regia di Michael Winner - con Teresa Codling (1983)
- Towards the Union, episodio tv di Border Warfare - con Maria Miller (1990)
- England, My England, regia di Tony Palmer - con Lucy Speed (1995)
- Charles II: The Power & the Passion, mini-serie tv - con Emma Pierson (2003)
- Stage Beauty, regia di Richard Eyre - con Zoë Tapper (2004)